# 사피르 (이란)

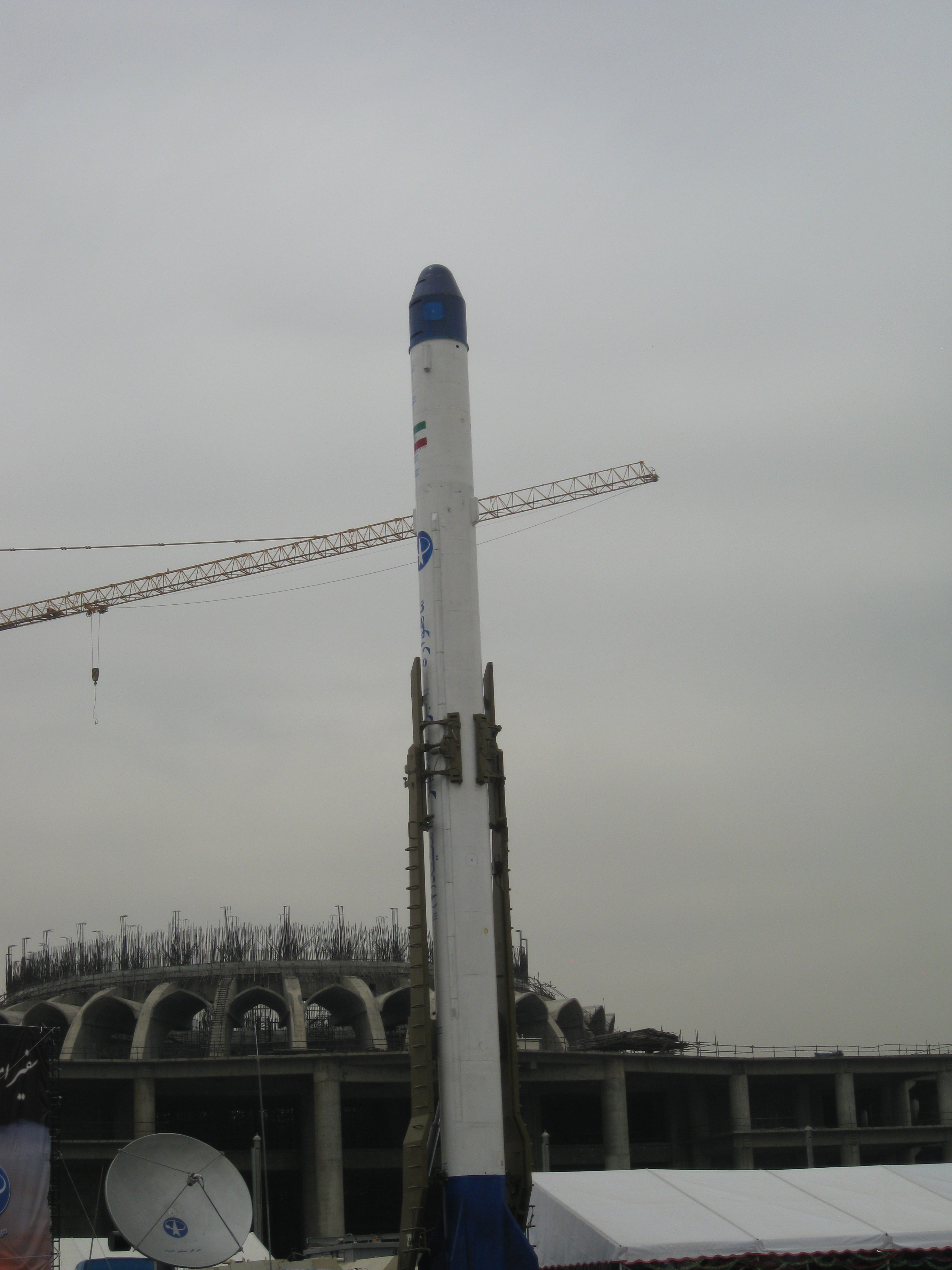

사피르(Safir)는 이란 최초의 인공위성 자력발사에 성공한 우주발사체이다. 샤하브-4의 개량형으로 알려져 있다. 담당기관은 2004년 설립한 이란 우주국이다.

## 버전

### 카보시가르 1호
카보시가르는 영어로 익스플로러의 의미이다. 미국 최초의 인공위성인 익스플로러 1호와 이름이 같다. 2008년 2월 4일 준궤도 사운딩 로켓 카보시가르 1호가 발사되었다.

### 카보시가르 2호
2008년 11월 29일 발사되었다.

### 카보시가르 3호
2010년 2월 3일 바이오 캡슐에 거북이 등을 태우고 발사되었다.

### 카보시가르 4호
2011년 3월 15일 발사했다. 바이오 캡슐에 원숭이를 넣어 발사했으나, 원숭이가 사망했다. 이란은 5마리의 원숭이를 순차적으로 발사하기 위해 준비했다.

### 카보시가르 5호
2013년 1월 28일, 원숭이를 태우고 준궤도 사운딩 로켓인 카보시가르 5호가 발사되었다. 카보시가르 5호는 피시감 1호라고 부른다. 피시감은 영어로 파이오니어라는 의미이다. 미국의 파이오니어 계획과는 내용이 많이 다르지만, 이름은 같다. en:Pishgam 참조.

### 카보시가르 6호
2013년 12월 14일, 피시감 2호가 발사되었다. 이란의 두번째 원숭이 발사 실험이 성공했다.

### 사피르-1
2008년 8월 17일, 사피르 로켓이 최초 발사에 성공했다. 위성은 탑재하지 않았다.

### 사피르-2
2009년 2월 2일, 사피르 로켓은 이란 최초의 오미드 인공위성 발사에 성공했다.
2단 고체연료 로켓으로, 길이 22 m, 직경 1.25 m, 무게 26 톤이다. 무게 27 kg인 오미드는 근지점 245.5 km, 원지점 381.2 km의 궤도를 돌았다.

### 사피르-2 블럭II
2012년 2월 3일, 무게 50 kg인 나비드 위성이 발사되었다. 1단 로켓 추력이 20% 증가했으며, 2단 로켓은 직경이 더 커졌다.

## 대포동 1호
사피르는 대포동 1호를 수입하여 만든 것으로 알려져 있다. 그러나 고체연료인 사피르와는 달리, 대포동 1호는 액체연료로 알려져 있다.

## 같이 보기
- 시모르그 (로켓) - 사피르-2라고 부른다.